# Airots
Airots（アイロトス）は、ういにゃす、鈴湯、中恵光城の3名のヴォーカリストで結成された日本の音楽ユニット。

## 概要
2019年結成。

## メンバー
- ういにゃす
- 鈴湯
- 中恵光城（リーダー）

## 作品

### 楽曲作品
| ♯  | タイトル                                                 | ヴォーカル担当      | 収録作品                                                                                               |
| -- | -------------------------------------------------------- | ------------------- | --- |
| 1  | みどりのこだま〜echo of Airots〜                         | Airots              | Iris Song Festa! vol.1～あいりすミスティリア！ボーカルコレクション feat. Airots～（2019年9月27日発売） |
| 2  | ハートフル・ハーフタイム                                 | Airots              | Iris Song Festa! vol.1～あいりすミスティリア！ボーカルコレクション feat. Airots～（2019年9月27日発売） |
| 3  | 宵待ちランタン                                           | 中恵光城            | Iris Song Festa! vol.1～あいりすミスティリア！ボーカルコレクション feat. Airots～（2019年9月27日発売） |
| 4  | TOLOGY                                                   | 鈴湯                | Iris Song Festa! vol.1～あいりすミスティリア！ボーカルコレクション feat. Airots～（2019年9月27日発売） |
| 5  | サンクチュアリアワー                                     | ういにゃす          | Iris Song Festa! vol.1～あいりすミスティリア！ボーカルコレクション feat. Airots～（2019年9月27日発売） |
| 6  | 白銀オフトレイル                                         | 鈴湯 中恵光城       | Iris Song Festa! vol.1～あいりすミスティリア！ボーカルコレクション feat. Airots～（2019年9月27日発売） |
| 7  | フィラカス                                               | 中恵光城            | Iris Song Festa! vol.1～あいりすミスティリア！ボーカルコレクション feat. Airots～（2019年9月27日発売） |
| 8  | ウィルクリア                                             | ういにゃす 中恵光城 | Iris Song Festa! vol.1～あいりすミスティリア！ボーカルコレクション feat. Airots～（2019年9月27日発売） |
| 9  | 大吉召喚〜Super duper good luck!〜                       | ういにゃす 中恵光城 | Iris Song Festa! vol.1～あいりすミスティリア！ボーカルコレクション feat. Airots～（2019年9月27日発売） |
| 10 | きみとセピア                                             | 鈴湯                | Iris Song Festa! vol.1～あいりすミスティリア！ボーカルコレクション feat. Airots～（2019年9月27日発売） |
| 11 | Mysteria Tale                                            | Airots              | Iris Song Festa! vol.1～あいりすミスティリア！ボーカルコレクション feat. Airots～（2019年9月27日発売） |
| 12 | 桃幻浪漫                                                 | Airots              | ～『千の刃濤、桃花染の皇姫 -花あかり-』マキシシングル feat. Airots～（2019年9月27日発売）              |
| 13 | 悠遠抄                                                   | 鈴湯                | ～『千の刃濤、桃花染の皇姫 -花あかり-』マキシシングル feat. Airots～（2019年9月27日発売）              |
| 14 | 桃花絢爛～桃花染に咲いて×嗚呼 絢爛の泡沫が如くAirots篇～ | Airots              | ～『千の刃濤、桃花染の皇姫 -花あかり-』マキシシングル feat. Airots～（2019年9月27日発売）              |
| 15 | ひとつの歌の物語                                         | Airots              | 配信限定リリース                                                                                       |
| 16 | ユーグ・ナ・ログ ～世界樹のこだま～                      | Airots              | あいりすミスティリア！ Original Sound Track Vol.3（2020年1月17日発売）                                 |
| 17 | Travelling August feat. Airots                           | Airots              | 配信限定リリース                                                                                       |
| 18 | FORWARD!                                                 | Airots              | PCゲーム『我が姫君に栄冠を』OP                                                                         |

### カバー楽曲
公式Youtubeチャンネルにてカバー楽曲の公開を行っている。原曲はソロボーカルの楽曲が多いが、トリプルボーカルの強さを生かしたアレンジが特徴。
|          | タイトル                         | 原曲アーティスト | ヴォーカル担当                                                | アレンジ              | MIX        | 備考 |
| -------- | -------------------------------- | ---------------- | ------------------------------------------------------------- | --------------------- | ---------- | --- |
| 1        | 愛の星 (水樹奈々の曲)            | 水樹奈々         | 水樹奈々、Airots                                              | 矢野達也              | 小高光太郎 | 企画#水樹奈々とタイマン勝負に参加。 |
| 2        | うちで踊ろう                     | 星野源           | 星野源、Airots                                                | 矢野達也              | 小高光太郎 | 星野源の「うちで踊ろう」にAirotsがオケアレンジとコーラスを重ねてセッションとしたもの。 |
| 3        | 紅蓮華 (LiSAの曲)                | LISA (歌手)      | Airots                                                        | 矢野達也              | 小高光太郎 | 鬼滅の刃 (アニメ)1期OP。第8話で鬼舞辻無惨様に血を注入され殺された女性の声優を中恵光城が務めている。 |
| 4        | Pretender (Official髭男dismの曲) | Official髭男dism | Airots                                                        | 矢野達也              | 小高光太郎 | |
| 5        | 夢想歌                           | Suara            | Airots                                                        | 矢野達也              | 小高光太郎 | うたわれるものTVアニメ版のOPと最終話EDをメドレー形式でアレンジしたもの。 これ以降のカバー動画にキャラクター化されたAirotsのメンバーが登場するアニメーションが付くようになった。                          |
| 5        | キミガタメ                       | Suara            | Airots                                                        | 矢野達也              | 小高光太郎 | うたわれるものTVアニメ版のOPと最終話EDをメドレー形式でアレンジしたもの。 これ以降のカバー動画にキャラクター化されたAirotsのメンバーが登場するアニメーションが付くようになった。                          |
| ６       | レイル・ロマネスク               | 中恵光城         | Airots                                                        | 矢野達也              | 小高光太郎 | まいてつシリーズで中恵光城が原曲を歌った2曲をメドレー形式でアレンジしたもの。 |
| ６       | ロオド・ラスト                   | 中恵光城         | Airots                                                        | 矢野達也              | 小高光太郎 | まいてつシリーズで中恵光城が原曲を歌った2曲をメドレー形式でアレンジしたもの。 |
| 7        | Silly-Go-Round                   | 梶浦由記         | Airots                                                        | 矢野達也 小高光太郎   | 小高光太郎 | 「【あの人に届け！メドレー#1】梶浦由記の楽曲をメドレーにして歌ってみた」と題し 梶浦由記作品から 『Silly-Go-Round』『あんなに一緒だったのに』 『花の唄』『Oblivious』の 4曲をメドレーでカバーしたもの。   |
| 7        | あんなに一緒だったのに           | 梶浦由記         | Airots                                                        | 矢野達也 小高光太郎   | 小高光太郎 | 「【あの人に届け！メドレー#1】梶浦由記の楽曲をメドレーにして歌ってみた」と題し 梶浦由記作品から 『Silly-Go-Round』『あんなに一緒だったのに』 『花の唄』『Oblivious』の 4曲をメドレーでカバーしたもの。   |
| 7        | 花の唄                           | 梶浦由記         | Airots                                                        | 矢野達也 小高光太郎   | 小高光太郎 | 「【あの人に届け！メドレー#1】梶浦由記の楽曲をメドレーにして歌ってみた」と題し 梶浦由記作品から 『Silly-Go-Round』『あんなに一緒だったのに』 『花の唄』『Oblivious』の 4曲をメドレーでカバーしたもの。   |
| 7        | Oblivious                        | 梶浦由記         | Airots                                                        | 矢野達也 小高光太郎   | 小高光太郎 | 「【あの人に届け！メドレー#1】梶浦由記の楽曲をメドレーにして歌ってみた」と題し 梶浦由記作品から 『Silly-Go-Round』『あんなに一緒だったのに』 『花の唄』『Oblivious』の 4曲をメドレーでカバーしたもの。   |
| 8        | LapisLazuli                      | 榊原ゆい         | Airots                                                        | 矢野達也              | 小高光太郎 | PCゲーム夜明け前より瑠璃色なのイメージテーマLapisLazliとOPのEternal Destinyの2曲をメドレーとしたもの。 このカバーの収録は歌っているAirotsの3名もそれぞれ別の場所で歌うというリモート収録で収録された。   |
| 8        | Eternal Destiny                  | 榊原ゆい         | Airots                                                        | 矢野達也              | 小高光太郎 | PCゲーム夜明け前より瑠璃色なのイメージテーマLapisLazliとOPのEternal Destinyの2曲をメドレーとしたもの。 このカバーの収録は歌っているAirotsの3名もそれぞれ別の場所で歌うというリモート収録で収録された。   |
| 9        | 炎 (LiSAの曲)                    | Lisa             | Airots                                                        | 矢野達也              | 小高光太郎 | 鬼滅の刃無限列車編の主題歌。劇中では列車のお客さんと空のお弁当箱抱えてる乗務員さんの声優を中恵光城が務めている。                                                                                         |
| 10 11 12 | Magia                            | Kalafina         | 第1形態 中恵光城 第2形態 ういにゃす、中恵光城 最終形態 Airots | 山本慶太朗 小高光太郎 | 小高光太郎 | Kalafinaの楽曲5曲をメドレー形式でアレンジしたもの。今回は第1形態として中恵光城のみ、 第2形態として中恵光城とういにゃすの2名、最終形態として鈴湯を加えたAirots全員が参戦するという3部作形式をとっている。 |
| 10 11 12 | To the beginning                 | Kalafina         | 第1形態 中恵光城 第2形態 ういにゃす、中恵光城 最終形態 Airots | 山本慶太朗 小高光太郎 | 小高光太郎 | Kalafinaの楽曲5曲をメドレー形式でアレンジしたもの。今回は第1形態として中恵光城のみ、 第2形態として中恵光城とういにゃすの2名、最終形態として鈴湯を加えたAirots全員が参戦するという3部作形式をとっている。 |
| 10 11 12 | Sprinter/ARIA                    | Kalafina         | 第1形態 中恵光城 第2形態 ういにゃす、中恵光城 最終形態 Airots | 山本慶太朗 小高光太郎 | 小高光太郎 | Kalafinaの楽曲5曲をメドレー形式でアレンジしたもの。今回は第1形態として中恵光城のみ、 第2形態として中恵光城とういにゃすの2名、最終形態として鈴湯を加えたAirots全員が参戦するという3部作形式をとっている。 |
| 10 11 12 | 輝く空の静寂には                 | Kalafina         | 第1形態 中恵光城 第2形態 ういにゃす、中恵光城 最終形態 Airots | 山本慶太朗 小高光太郎 | 小高光太郎 | Kalafinaの楽曲5曲をメドレー形式でアレンジしたもの。今回は第1形態として中恵光城のみ、 第2形態として中恵光城とういにゃすの2名、最終形態として鈴湯を加えたAirots全員が参戦するという3部作形式をとっている。 |
| 10 11 12 | Storia                           | Kalafina         | 第1形態 中恵光城 第2形態 ういにゃす、中恵光城 最終形態 Airots | 山本慶太朗 小高光太郎 | 小高光太郎 | Kalafinaの楽曲5曲をメドレー形式でアレンジしたもの。今回は第1形態として中恵光城のみ、 第2形態として中恵光城とういにゃすの2名、最終形態として鈴湯を加えたAirots全員が参戦するという3部作形式をとっている。 |

## コンサート
1. 2019年12月30日「Airots 1st Live for あいりすミスティリア！」（会場:渋谷ストリームホール）

## イベント
1. 2019年9月28日　『Iris Song Festa! vol.1～あいりすミスティリア！ボーカルコレクション feat. Airots～』『～『千の刃濤、桃花染の皇姫 -花あかり-』マキシシングル feat. Airots～』インストアイベント（会場：ソフマップAKIBA①号店サブカルモバイル館）[8]。
2. 2020年12月20日　配信ライブ『Airots 2nd STORIA -Star over the window- 』を開催。プラットフォームはStreaming＋を使用[9]。

## 外部サイト
- 公式サイト
- Airots (@airots_official) - X（旧Twitter）
- Airots - YouTubeチャンネル